# Club Sportivo Sergipe
El Club Sportivo Sergipe es un club de fútbol de la ciudad de Aracaju, estado de Sergipe en Brasil. Es el mayor ganador del Campeonato Sergipano.

## Historia
El club fue fundado el 17 de octubre de 1909, como un club de deportes náuticos, en 1916 es creada la rama de fútbol del club.
Dentro del fútbol profesional destacan sus 34 títulos del Campeonato Sergipano. En participaciones en torneos nacionales, el Sergipe ha estado presente en 9 ediciones del Campeonato Brasileño de Serie A en 1972, 1973, 1975, 1977, 1978, 1979, 1983, 1985 y 1986. En Copa do Brasil a estado presente en 13 ediciones en 1990, 1992, 1993, 1994, 1996, 1997, 1999, 2000, 2001, 2004, 2005, 2006 y 2014.

## Rivalidades
Su principal adversario futbolístico es la Associação Desportiva Confiança, con el cual disputa el Derby Sergipano o clásico Ser-Con, considerado como una fuerte rivalidad regional en el fútbol brasileño.

## Estadio
El equipo dispone del Estadio Lourival Baptista con capacidad para 15.600 personas.

## Palmarés
- Campeonato Sergipano (37):

1922, 1924, 1927, 1928, 1929, 1932, 1933, 1937, 1940, 1943, 1955, 1961, 1964, 1967, 1970, 1971, 1972, 1974, 1975, 1982, 1984, 1985, 1989, 1991, 1992, 1993, 1994, 1995, 1996, 1999, 2000, 2003, 2013, 2016, 2018, 2021, 2022

- Taça Sergipe-Alagoas (2): 1965 y 1968.

Otros títulos:
| Campeonato de Aracaju (4 Títulos) 1939, 1943, 1945, 1955                       |
| Torneio Início (Campeonato de Aracaju) (1 Título) 1946                         |
| Torneio Início (Campeonato Sergipano) (5 Títulos) 1921, 1942, 1963, 1967, 1970 |
| Torneio Cidade de Aracaju (1 Título) 1968                                      |
| Torneio José Conde Sobral (1 Título) 1960                                      |
| Torneio dos Três Rios (1 Título) 1963                                          |
| Torneio de Verão (1 Título) 1970                                               |